# ブランドン・ディクソン
ブランドン・リー・ディクソン（英: Brandon Lee Dickson, 1984年11月3日 - ）は、アメリカ合衆国アラバマ州モンゴメリー出身のプロ野球選手（投手）。右投右打。愛称は「コットン」（後述）。
2021年開催の東京オリンピック 野球 銀メダリスト。
MLBのセントルイス・カージナルスを経て、2013年シーズンから2021年5月までNPBのオリックス・バファローズに在籍。2016年から2年契約を結ぶと、契約2年目の2017年で、在籍期間が球団の歴代外国人投手で最長の5シーズンに達した。2018年からは2年契約、2020年からは単年契約で残留。2021年シーズンの契約を締結したことによって、在籍期間が9シーズンに及んでいたが、後述する事情から5月27日にNPBから自由契約選手として公示された。翌6月から9月6日まで、カージナルスに再び在籍。

## 経歴

### プロ入りとカージナルス時代
2006年にアマチュア・フリーエージェントでセントルイス・カージナルスと契約。
2011年7月2日にMLB公式戦へのデビューを果たした。

### オリックス時代
2012年12月27日にオリックス・バファローズと契約を結んだ。背番号は32。
2013年には、オープン戦で3試合に登板。1勝1敗、防御率2.81という成績で、開幕ローテーションに入った。NPB初登板・初先発になった3月31日の対千葉ロッテマリーンズ戦では、7回1失点の好投でNPB初勝利。チームのシーズン初勝利にも貢献した。その後もローテーション投手の一員として5勝を挙げたが、6月5日に右足内転筋の肉離れで出場選手登録を抹消。およそ1か月にわたって戦線を離脱した。7月に復帰したが、登板試合で味方打線から十分な援護を受けられなかったことなどから、8月まで1勝も挙げられなかった。一時は負けが先行したが、9月には4試合の登板で、3勝無敗、防御率0.68の好成績を残した。シーズンの通算成績は、防御率2.77、8勝8敗。規定投球回にはやや足りなかったものの、先発不足に苦しむチームを救った。
2014年には、シーズン初登板の対北海道日本ハムファイターズ戦（3月29日）にNPB初完投・初完封勝利を挙げると、5月10日の同カードでは、8回無死まで無安打に抑える好投でNPBでは自身2回目の完投を記録。夏場に調子を落とした影響で、シーズン通算では9勝に終わった。しかし、一軍では最後までローテーションを守り切ったうえに、初めて規定投球回に到達した。
2015年には、NPB移籍後初の開幕投手として3月27日の対埼玉西武ライオンズ戦に臨んだが、0-1のスコアで黒星スタート。その後も2連敗を喫したが、5月28日の対横浜DeNAベイスターズ戦まで6連勝を記録したことから、同月にはNPB移籍後初めてパシフィック・リーグ投手部門の月間MVPに選ばれた。さらに、オールスターゲームには、パシフィック・リーグ選抜チームの監督推薦選手として初出場。7月18日の第2戦（マツダスタジアム）に2番手として登板したが、1回を1失点1被本塁打という内容で敗戦投手になった。後半戦初先発の対福岡ソフトバンクホークス戦（7月24日）で、右脇腹に違和感を訴えて緊急降板。翌25日の検査で右肋間筋の損傷と診断されたことから、出場選手登録を抹消された。一軍に復帰した8月27日の対東北楽天ゴールデンイーグルス戦で9敗目を喫したものの、9月15日の対ソフトバンク戦では9勝目を挙げるとともに、球団通算5000勝の達成に貢献。9月17日に右肋間筋の損傷が再び判明したため、同日付での登録抹消を経て、シーズンの残り期間を患部の治療と調整に充てることになった。シーズン通算では2年続けて9勝にとどまったが、抹消後の同月26日には、2017年シーズンまでの2年契約を新たに結んだことが球団から発表されている。
2016年には、3月27日に、西武との開幕カード第3戦（西武プリンスドーム）に先発でシーズン初登板。6回3失点という内容で、新任の福良淳一監督に公式戦初勝利をもたらした。ディクソン自身も、この試合でシーズン初勝利を挙げたことを皮切りに、チーム内の投手でただ1人シーズンを通じて先発で活躍。シーズン5勝目を挙げた6月5日の対東京ヤクルトスワローズ戦（明治神宮野球場）では、4回表の打席にNPB移籍後初の二塁打でNPB初打点を記録すると、6回表の打席でも2点適時打を記録した。8月20日の対楽天戦（コボスタ宮城）でシーズン9勝目に達したものの、9月3日の対日本ハム戦（ほっともっと神戸）で1回表に2本の本塁打で6点を失うなど、以降の試合では勝ち星を上乗せできなかった。チームのシーズン最終戦であった10月1日の対楽天戦（コボスタ宮城）にも先発したが、6失点で敗戦投手になったため、通算9勝11敗でシーズンを終了。NPB移籍後自己最多の171回1/3イニングを投げながら、3年続けて2桁勝利にあと一歩届かず、来日後自己最多の17被本塁打を記録した。また、防御率4.36は、パ・リーグの最終規定投球回に達した14投手中の最下位であった。
2017年にも、公式戦の開幕から一軍の先発ローテーションに定着。通算25試合の登板で防御率3.24を記録したものの、またも2桁勝利を逃したばかりか、8勝9敗と負け越した。しかし球団では、先発投手としてのディクソンの成績がおおむね安定していることを高く評価。シーズン終盤の9月5日には、翌2018年から推定年俸2億円の2年契約を結んだことが発表された。
2018年には、一軍公式戦でのシーズン初登板からNPB移籍後ワーストの4連敗を喫するなど振るわず、シーズン4敗目を喫した5月10日の対日本ハム戦（京セラドーム大阪）では、2回表に日本ハムの高卒ルーキー・清宮幸太郎から一軍公式戦での初本塁打を打たれた。この試合の直後には首脳陣から無期限での二軍調整を命じられたが、後に一軍へ復帰。7月1日に札幌ドームで催された同カードで、シーズン10試合目の登板を果たすと、一軍公式戦では前年8月11日の対楽天戦（京セラドーム大阪）以来324日ぶりの白星を挙げた。7月17日には、京セラドーム大阪の同カードで、4年ぶりの完封勝利とNPB移籍後最多の1試合12奪三振を記録。チームは、この勝利によって、NPBのレギュラーシーズンにおける一軍開幕戦からの無完投連続試合タイ記録（82試合）の達成を免れた。
2019年には、オープン戦の期間中に、右肩甲下筋の筋損傷を発症。その影響でシーズンの開幕を二軍で迎えると、セ・パ交流戦後半の6月から、救援要員として一軍に合流した。一軍の救援陣から故障や不調による戦線離脱者が相次いだことによる措置でもあったが、6月13日の対中日ドラゴンズ戦（京セラドーム大阪）で、NPB7年目にして初ホールドを記録。2018年からクローザーを務めていた増井浩俊まで不調だったことから、増井の二軍調整を機にクローザーへ転向すると、6月19日の対読売ジャイアンツ戦（東京ドーム）でNPB公式戦初セーブを記録した。増井が一軍へ復帰した同月下旬以降もクローザーを続けたことから、公式戦に先発する機会はなかったものの、救援で37試合に登板。2勝1敗5ホールド18セーブ、防御率3.03という成績でチームの窮地を救った。NPBシーズンの終了後には、11月開催の第2回WBSCプレミア12に向けて、アメリカ合衆国代表に初めて選出。代表チームは大会を4位で終えたものの、ディクソン自身はクローザーを任された末に、救援投手として大会のベストナインに選ばれた。
2020年には、シーズンを通じて一軍のクローザーに専念。公式戦39試合の登板で、未勝利（4敗）ながらリーグ5位の16セーブを挙げたほか、5ホールドと防御率3.28を記録した。シーズン終了後の12月24日に、推定年俸8000万円の単年契約でチームに残留することが発表された。
2021年には、先発再転向の方針が立てられていた。前年から新型コロナウイルスの感染が拡大している状況で「家族揃っての来日」を希望していたものの、感染拡大防止策の一環で、日本政府が外国人の入国を制限。家族へのビザの発給が難航するなど、来日の目途が立っていないことから、レギュラーシーズン開幕後の5月に退団の意向を球団へ申し入れた。球団はこの申し入れを了承したうえで、5月20日にウェイバー公示をNPBに申請。申請後もNPBの他球団がディクソンに獲得のオファーを出さなかったため、ウェイバー期間満了後の5月27日付で、NPBから自由契約選手として公示。この公示によって、9シーズン在籍したオリックスからの退団が決まった。
なお、退団が決まった直後の5月24日には、2020年東京オリンピックアメリカ大陸予選のアメリカ合衆国代表に選出。6月に開催されたアメリカ大陸予選で、代表チームのオリンピック出場権獲得に貢献した。

### カージナルスへの復帰後
2021年6月18日に、古巣のセントルイス・カージナルスとの間でマイナー契約を締結した。その一方で、7月下旬から8月上旬まで日本国内で開催された東京オリンピックの野球競技本戦では、アメリカ合衆国代表チームの救援投手として3試合に登板。チームの銀メダル獲得に貢献した。8月2日に横浜スタジアムで開催された日本代表との準々決勝では、3回裏の途中から4回裏の終了まで救援で登板すると、1点を失いながらも日本代表の3番打者・吉田正尚（オリックス時代のチームメイト）を凡退させている。オリンピック閉幕後の9月1日には、カージナルスとのメジャー契約締結とアクティブ・ロースター登録を経て、グレートアメリカンボールパークでの対シンシナティ・レッズ戦5回裏に救援で復帰後初登板。2012年の在籍時（8月28日の対ピッツバーグ・パイレーツ戦）以来9年ぶりに、MLB公式戦のマウンドに立った。その後も1試合に登板したが、9月6日にアクティブ・ロースターから外れたことに伴って、DFA扱いへ移行した。

## 選手としての特徴
NPBでは2018年まで、先発投手として最速153km/h（平均で140km/h前半）の速球（フォーシーム・ツーシーム）と、ナックルカーブ・スライダー・チェンジアップなどの変化球を投げ分けていた。勝負球はナックルカーブで、救援での登板に専念していた2019年には、速球の平均球速が150km/h台、ナックルカーブの平均球速が120km/h後半から142km/hにまで上昇。2018年まで1試合平均で6.61だった奪三振率も、9.59にまで向上している。
「低い軌道から大きく縦方向に曲がる」ナックルカーブの使い手であり、2015年 - 2017年の3シーズンでのカーブの投球比率は、「35.6％→43.5％（両リーグで1位）→38.5％（両リーグで1位）」と、高い数値で推移している。カーブの空振り率も、2016年 - 2017年の2シーズンで「14.5％（リーグ2位）→13.7％（リーグ2位）」と、これも高い数値で推移している。
オリックスへの在籍中には、「日本球界（NPB）を代表するグラウンドボールピッチャー」と評価されていた。2015年 - 2017年の3シーズンでのゴロアウト率は、「68.4％（両リーグで1位）→63.4％（両リーグで1位）→57.9％（リーグ2位）」（リーグ平均値は「47.0％→47.3％→46.2％」である）と、高い数値で推移している。

## 人物
愛称は「コットン」で、これは髪の毛の色が白かったことが由来となっている。
オリックスの投手としてNPBで成功した要因を、「『自分はこうでなくてはいけない』という考え方を持たず、コーチ達の助言を聞いて真剣に取り組んだことで、日本の野球に適応できた」と分析。特に影響を受けたコーチとして高山郁夫を挙げている。
来日後に生まれた長女の名前を奈良にちなんで「ナラ」にしたほどの親日家で、オリックスでバッテリーを組む若月健矢や伏見寅威などからは「シャイ」「大人しくて小動物のよう」と評されるほど物静かな性格の持ち主でもある。
2021年から内野手のブランドン・ディクソンが楽天に所属していたが、「ディクソン」のスペルが違うため同姓同名ではない。
前述した事情でオリックスからの退団を余儀なくされてからも、ファンや在籍中のチームメイトから慕われている。退団の直後にアメリカ代表チームの一員として参加した2020東京オリンピックの野球競技では、銀メダルの獲得を称える旨のメッセージや、NPBへの復帰を望む旨のメッセージがファンから相次いで寄せられた。本人は8月7日の決勝（横浜スタジアムでの対日本戦）に登板しなかったものの、試合後に催された表彰式では、日本代表に選ばれていたオリックス時代のチームメイト（吉田・山本由伸）と旧交を温める一幕があった。その一方で、オリンピック閉幕後の9月1日カージナルスで9年ぶりのMLB復帰が決まった際には、「日本（オリックス）で引退するつもりでいたので、今年（2021年）にまさか『メジャー（MLB）に戻る』とは考えていなかった」と回顧している。しかし、MLB公式戦では2試合に登板しただけで、復帰から5日後にDFAへ至った。

## 詳細情報

### 年度別投手成績
| 年 度    | 球 団      | 登 板 | 先 発 | 完 投 | 完 封 | 無 四 球 | 勝 利 | 敗 戦 | セ 丨 ブ | ホ 丨 ル ド | 勝 率 | 打 者 | 投 球 回 | 被 安 打 | 被 本 塁 打 | 与 四 球 | 敬 遠 | 与 死 球 | 奪 三 振 | 暴 投 | ボ 丨 ク | 失 点 | 自 責 点 | 防 御 率 | W H I P |
| -------- | ---------- | ----- | ----- | ----- | ----- | -------- | ----- | ----- | -------- | ----------- | ----- | ----- | -------- | -------- | ----------- | -------- | ----- | -------- | -------- | ----- | -------- | ----- | -------- | -------- | ------- |
| 2011     | STL        | 4     | 1     | 0     | 0     | 0        | 0     | 0     | 0        | 0           | ----  | 34    | 8.1      | 9        | 2           | 3        | 0     | 0        | 7        | 0     | 0        | 3     | 3        | 3.24     | 1.44    |
| 2012     | STL        | 4     | 0     | 0     | 0     | 0        | 0     | 0     | 0        | 0           | ----  | 32    | 6.1      | 10       | 2           | 2        | 0     | 0        | 6        | 0     | 0        | 7     | 5        | 7.11     | 1.89    |
| 2013     | オリックス | 23    | 23    | 0     | 0     | 0        | 8     | 8     | 0        | 0           | .500  | 551   | 130.0    | 128      | 7           | 47       | 0     | 4        | 88       | 3     | 0        | 48    | 40       | 2.77     | 1.35    |
| 2014     | オリックス | 26    | 26    | 3     | 1     | 0        | 9     | 10    | 0        | 0           | .474  | 657   | 154.0    | 156      | 7           | 55       | 0     | 4        | 118      | 10    | 0        | 62    | 57       | 3.33     | 1.37    |
| 2015     | オリックス | 20    | 20    | 1     | 0     | 0        | 9     | 9     | 0        | 0           | .500  | 538   | 130.2    | 119      | 3           | 44       | 1     | 1        | 88       | 0     | 0        | 39    | 36       | 2.48     | 1.25    |
| 2016     | オリックス | 27    | 27    | 2     | 0     | 0        | 9     | 11    | 0        | 0           | .450  | 746   | 171.1    | 183      | 17          | 71       | 0     | 5        | 139      | 7     | 0        | 86    | 83       | 4.36     | 1.48    |
| 2017     | オリックス | 25    | 25    | 0     | 0     | 0        | 8     | 9     | 0        | 0           | .471  | 581   | 136.0    | 144      | 7           | 42       | 3     | 3        | 86       | 7     | 1        | 63    | 49       | 3.24     | 1.37    |
| 2018     | オリックス | 18    | 17    | 1     | 1     | 0        | 4     | 6     | 0        | 0           | .400  | 414   | 99.0     | 90       | 7           | 30       | 0     | 5        | 84       | 4     | 0        | 40    | 39       | 3.55     | 1.21    |
| 2019     | オリックス | 37    | 0     | 0     | 0     | 0        | 2     | 1     | 18       | 5           | .667  | 150   | 35.2     | 29       | 1           | 18       | 3     | 0        | 38       | 2     | 0        | 12    | 12       | 3.03     | 1.32    |
| 2020     | オリックス | 39    | 0     | 0     | 0     | 0        | 0     | 4     | 16       | 5           | .000  | 152   | 35.2     | 34       | 2           | 16       | 1     | 1        | 32       | 2     | 0        | 15    | 13       | 3.28     | 1.40    |
| 2021     | STL        | 2     | 0     | 0     | 0     | 0        | 0     | 0     | 0        | 0           | ----  | 10    | 2.0      | 5        | 1           | 0        | 0     | 0        | 1        | 0     | 0        | 3     | 3        | 13.50    | 2.50    |
| MLB：3年 | MLB：3年   | 10    | 1     | 0     | 0     | 0        | 0     | 0     | 0        | 0           | ----  | 76    | 16.2     | 24       | 5           | 5        | 0     | 0        | 14       | 0     | 0        | 13    | 11       | 5.94     | 1.74    |
| NPB：8年 | NPB：8年   | 215   | 138   | 7     | 2     | 0        | 49    | 58    | 34       | 10          | .458  | 3789  | 892.1    | 883      | 51          | 323      | 8     | 23       | 673      | 35    | 1        | 365   | 329      | 3.32     | 1.35    |

- 2020年度シーズン終了時
- 各年度の太字はリーグ最高
- 2020年度シーズンは新型コロナウイルスの影響で120試合制

### 年度別守備成績
| 年 度 | 球 団      | 投手（P） | 投手（P） | 投手（P） | 投手（P） | 投手（P） | 投手（P） |
| 年 度 | 球 団      | 試 合     | 刺 殺     | 補 殺     | 失 策     | 併 殺     | 守 備 率  |
| ----- | ---------- | --------- | --------- | --------- | --------- | --------- | --------- |
| 2011  | STL        | 4         | 0         | 0         | 0         | 0         | ----      |
| 2012  | STL        | 4         | 0         | 1         | 0         | 0         | 1.000     |
| 2013  | オリックス | 23        | 24        | 23        | 1         | 1         | .979      |
| 2014  | オリックス | 26        | 10        | 26        | 2         | 3         | .947      |
| 2015  | オリックス | 20        | 3         | 37        | 0         | 1         | 1.000     |
| 2016  | オリックス | 27        | 11        | 33        | 1         | 2         | .978      |
| 2017  | オリックス | 25        | 6         | 30        | 3         | 2         | .923      |
| 2018  | オリックス | 18        | 7         | 13        | 1         | 1         | .952      |
| 2019  | オリックス | 37        | 3         | 3         | 0         | 0         | 1.000     |
| 2020  | オリックス | 39        | 2         | 5         | 0         | 1         | 1.000     |
| MLB   | MLB        | 8         | 0         | 1         | 0         | 0         | 1.000     |
| NPB   | NPB        | 215       | 66        | 170       | 8         | 11        | .967      |

- 2020年度シーズン終了時

### 表彰
NPB
- 月間MVP：1回（投手部門：2015年5月）

アメリカ代表
- WBSCプレミア12ベストナイン：1回（2019年）

### 記録
NPB投手記録
- 初登板・初先発・初勝利・初先発勝利：2013年3月31日、対千葉ロッテマリーンズ3回戦（QVCマリンフィールド）、7回1失点
- 初奪三振：同上、3回裏に井口資仁から空振り三振
- 初完投・初完投勝利・初完封勝利：2014年3月29日、対北海道日本ハムファイターズ2回戦（札幌ドーム）、9回4安打7奪三振
- 初ホールド：2019年6月13日、対中日ドラゴンズ3回戦（京セラドーム大阪）、8回表に4番手として救援登板、1回無失点
- 初セーブ：2019年6月19日、対読売ジャイアンツ2回戦（東京ドーム）、9回裏に4番手として救援登板・完了、1回無失点

NPB打撃記録
- 初安打：2015年5月28日、対横浜DeNAベイスターズ3回戦（横浜スタジアム）、4回表に三嶋一輝から中前安打
- 初打点：2016年6月5日、対東京ヤクルトスワローズ3回戦（明治神宮野球場）、4回表に原樹理から中越二塁打

その他の記録
- オールスターゲーム出場：1回（2015年）
- 1イニング4奪三振：2018年7月8日、対福岡ソフトバンクホークス12回戦（京セラドーム大阪）、8回表に松田宣浩、西田哲朗、牧原大成（振り逃げ）、長谷川勇也から ※史上23人目、外国人投手としては3人目[56]

### 背番号
- 65（2011年 - 2012年）
- 32（2013年 - 2021年5月26日）
- 53（2021年9月2日 - ）

### 登場曲
- 「SIMPLE MAN」LYNYRD SKYNYRD
- 「Believer」 Imagine Dragons

### 代表歴
- 2019 WBSCプレミア12 アメリカ代表
- 2020年オリンピック野球アメリカ合衆国代表